# Oligofagizm
Oligofagizm – forma znacznej specjalizacji pokarmowej organizmów, często spotykana zwłaszcza u owadów, polegająca na spożywaniu jako pokarmu organizmów z wąskiego zakresu gatunków, np. z jednej tylko rodziny roślin.
Organizmy o takiej specjalizacji pokarmowej nazywane są oligofagami (łac. oligophaga) lub skąpożywnymi. 
Przykładem oligofaga jest stonka ziemniaczana, żerująca jedynie na niektórych gatunkach z rodziny psiankowatych.